# Antony Devotta

Antony Devotta

Antony Devotta (* 30. Juni 1943 in San Thome, Tamil Nadu, Indien; † 15. Oktober 2019 in Tiruchirappalli) war ein indischer Geistlicher und römisch-katholischer Bischof von Tiruchirappalli.

## Leben
Antony Devotta empfing am 27. August 1971 das Sakrament der Priesterweihe.
Am 16. November 2000 ernannte ihn Papst Johannes Paul II. zum Bischof von Tiruchirappalli. Der Präfekt der Kongregation für die orientalischen Kirchen, Duraisamy Simon Kardinal Lourdusamy, spendete ihm am 28. Januar 2001 die Bischofsweihe; Mitkonsekratoren waren der Erzbischof von Madras-Mylapore, James Masilamony Arul Das, und der Bischof von Tuticorin, Peter Fernando.
Papst Franziskus nahm am 14. Juli 2018 seinen altersbedingten Rücktritt an.